# Château de Falkenstein (Pfronten)
Pour les articles homonymes, voir Falkenstein.
Le château de Falkenstein (Burg Falkenstein en allemand, Castrum Pfronten en latin) est un château en ruines du haut Moyen Âge, dans les Alpes bavaroises, près de Pfronten, une commune située dans le sud de l'Allemagne.
Le nom allemand signifie « château sur le rocher des faucons ». À 1 268 mètres d'altitude, c'est le château en ruines le plus élevé d'Allemagne.
Le roi Louis II de Bavière avait acheté les ruines en 1883 et prévu de transformer le site en un magnifique château de conte de fée. Toutefois, les plans ont été abandonnés à sa mort en 1886 alors que le projet était en cours de réalisation.